# Hohe Trett
Hohe Trett är ett berg i Österrike.   Det ligger i distriktet Liezen och förbundslandet Steiermark, i den centrala delen av landet, 180 km väster om huvudstaden Wien. Toppen på Hohe Trett är 1 681 meter över havet, eller 658 meter över den omgivande terrängen. Bredden vid basen är 4,6 km.
Terrängen runt Hohe Trett är bergig österut, men västerut är den kuperad. Närmaste större samhälle är Liezen, 6,1 km norr om Hohe Trett. 
I omgivningarna runt Hohe Trett växer i huvudsak blandskog. Runt Hohe Trett är det ganska glesbefolkat, med 25 invånare per kvadratkilometer.